# Chór Mieszany Hasło
Chór Mieszany Hasło – chór mieszany związany z poznańskim środowiskiem kolejarskim, powstały w 1922 (do 1992 chór męski).
Wykonywana muzyka: a capella, z towarzyszeniem fortepianu, organów, gitary i akordeonu, muzyka ludowa, patriotyczna i religijna. Koncertował w Belgii, Niemczech i Francji.
Osiągnięcia i nagrody:
- Wielkopolskie Dni Muzyki w Dusznikach – Złota Maska Orfeusza (1992),
- Wielkopolskie Konfrontacje Chóralne w Kole – Złote Koło (1998),
- III Międzynarodowy Konkurs Chórów Mieszanych w Zadarze – wyróżnienie (2001),
- Festiwal Chórów Święto Pieśni w Ołomuńcu (2002) – dwa srebrne medale,
- koncerty w Belgii, Niemczech i we Francji[2],
- Złoty Krzyż Zasługi,
- Odznaka Honorowa Miasta Poznania,
- Honorowa Złota Odznaka z Laurem Polskiego Związku Chórów i Orkiestr,
- Honorowa Złota Odznaka z Wieńcem Laurowym Polskiego Związku Chórów i Orkiestr ,
- Medal Polskiego Związku Chórów i Orkiestr za Zasługi dla Społecznego Ruchu Muzycznego,
- Złota Odznaka Związku Zawodowego Kolejarzy,
- Medal Bośni i Hercegowiny[3].